# Посольство Польши в Пакистане
Посольство Польши в Исламабаде (пол. Ambasada Rzeczypospolitej Polskiej w Islamabadzie) — главная дипломатическая миссия Польши в Пакистане, расположена в столице страны Исламабаде.
Посол Польши в Пакистане: Мачей Писарский (с 2021).

## Посольство
Основная задача посольства Польши в Исламабаде — представлять интересы Польши, способствовать развитию политических, экономических, культурных, научных и других связей, а также защищать права и интересы граждан и юридических лиц Польши, которые находятся на территории Пакистана.
Посольство способствует развитию межгосударственных отношений между Польшей и Пакистаном на всех уровнях, с целью обеспечения гармоничного развития взаимных отношений, а также сотрудничества по вопросам, представляющим взаимный интерес.

## Адрес посольства
- город Исламабад, Street 24, G-5/4, Diplomatic Enclave II;
- Телефон: (00-92-51) 2600844, факс 2600852.
- E-mail: islamabad.amb.sekretariat@msz.gov.pl

## Почетное консульство
Почетное консульство Польши в Лахоре.
- Адрес: г. Лахор, 45-CMA Colony, Abid Majid Road
- Телефон: (0092-42) 6653894-6
- Факс: (0092-42) 6655560-1
- E-mail: shahbaz@goldengas.biz